# La Dernière Tentation
Cet article concerne le roman de Níkos Kazantzákis. Pour l'adaptation cinématographique, voir La Dernière Tentation du Christ (film).
La Dernière Tentation (Ο τελευταίος πειρασμός, O televteos pirasmos) est un roman écrit par l'écrivain grec Níkos Kazantzákis. Publié en 1954 en Grèce, il paraît en 1959 en France. Ce roman met en scène notamment la tentation à laquelle est soumis Jésus agonisant sur la croix. Le titre a été longtemps détourné au profit du titre du film mais est désormais republié sous son nom authentique.
Dès la publication du roman, les autorités chrétiennes (catholique et orthodoxe) réagissent fermement contre le livre et l'auteur, l'accusant notamment de blasphème. Le Vatican place le roman dès sa sortie à l'Index librorum prohibitorum, la liste des livres prohibés (qui disparaîtra néanmoins quelques années plus tard, sous les papes Jean XXIII et Paul VI).
En 1988, sort en salle le film du réalisateur américain Martin Scorsese, La Dernière Tentation du Christ, qui en est l'adaptation fidèle et fait l'objet de nouvelles réactions négatives de la part des autorités et associations religieuses voire de réaction très violente de la part de certains laïcs.

## Structure
Le roman est précédé d'une préface de l'auteur postérieure à la première édition du roman, dans laquelle il expose les principes qui ont présidé à son écriture : le Christ offre une double nature, charnelle et spirituelle, commune à chaque Homme, qui devient à cet exemple le siège d'une lutte entre ces deux natures : « Depuis ma jeunesse, mon angoisse première […] a été celle-ci : la lutte incessante et impitoyable entre la chair et l'esprit », préface p. 7.
Le roman en lui-même, long de 510 pages dans l'édition Pocket (Plon), se compose de 33 chapitres de longueur sensiblement égale. De même qu'il avait utilisé ce nombre pour son Odyssée (33.333 vers), Kazantzaki propose un lien évident entre le nombre de chapitres et l'âge auquel la tradition fait mourir Jésus.

## Résumé
L'intrigue se déroule durant les derniers mois du ministère de Jésus.
Au début du roman, Jésus apparaît comme un homme empli de doutes, de craintes et de tourments intérieurs. Il est alors charpentier, fabriquant pour les Romains les croix destinées au supplice des Juifs insurgés.
Le récit suit de très près les récits évangéliques (notamment l'Évangile selon Matthieu), même s'il prend certaines libertés avec la tradition (Jésus y est amoureux, par exemple, de Marie Madeleine.) La rencontre avec Jean le Baptiste est le moment charnière du roman : Jésus revenant après la tentation au désert (dont l'existence explique le fait que celle sur la croix puisse être qualifiée de « dernière »), il apparaît alors comme un homme résolu qui entre dans la tragédie de son destin. C'est à ce moment, l'intrigue se rapprochant de la vision gnostique[réf. nécessaire] développée dans l'Évangile de Judas, qu'il pousse Judas à le trahir afin qu'il soit crucifié et que la prophétie puisse s'accomplir.
Dans la dernière partie du roman (54 pages sur 510), Kazantzákis revisite les dernières heures de la vie du Christ. En pleine agonie sur la Croix, Jésus est soumis à une ultime tentation, celle de vivre la vie d'un homme ordinaire, marié, avec des enfants. Néanmoins, au terme de cette vie paisible, Jésus reçoit la visite des Apôtres qui lui expriment leurs doutes et leur incompréhension quant à son choix de fuir. Finalement, Judas apparaît, qui lui reproche avec colère ce qu'il considère être une trahison. Se dérobant à ces reproches, Jésus rencontre l'Apôtre Paul, prêchant une religion où lui, Jésus, serait mort sur la croix. La vérité et la nécessité de son destin apparaissent alors à Jésus, qui se ressaisit. Retournant alors sur la croix, il s'exclame avant de mourir avec une joie visible : « Tout est accompli » conformément à l'Évangile de Jean.
C'est ce dernier court épisode qui donne son titre au roman. Ce paradoxe apparent est à analyser et comprendre pour saisir toute la finalité de l'œuvre.

## Personnages principaux
- Jésus : personnage central du roman, décrit selon le « humain, trop humain » nietzschéen[5], est en proie au doute jusqu'au moment de sa crucifixion.
- Marie-Madeleine : La cousine de Jésus. Ayant été rejetée par Jésus qui lui refuse le mariage et une vie normale, elle se prostitue[6]. À travers leur relation apparaît la possibilité d'un Jésus  vivant une vie terrestre normale.
- Judas : Partisan zélote, souvent désigné sous le sobriquet de « rouquin ». Il naît entre Jésus et lui une véritable amitié qui le pousse à accepter de le trahir[7]. À travers leur relation apparaît la possibilité d'un Jésus combattant contre l'occupant romain.
- Jean le Baptiste : Celui qui convainc Jésus de réaliser son destin divin[8].
- Paul : l'Apôtre qui n'a pas connu Jésus mais qui, alors que celui-ci est au cœur de sa vie « normale » lors de sa dernière tentation, proclame que l'Église existe malgré lui[9] et expose, en creux, sa lâcheté.

## Écriture et édition
Le roman expose un thème qui a la faveur de N. Kazantzaki : la vie, la prédication et la Passion d'un Jésus Christ déchiré entre son humanité et sa divinité. Ainsi, dès 1921, il lui consacre une tragédie, Christos. En 1948, il écrit le roman Le Christ recrucifié (ou La Passion grecque). La première version de La Dernière Tentation est rédigée en 1942 à Égine, sous le titre Les Mémoires du Christ. Le roman prend sa forme finale à Antibes en 1950-1951, ville où l'auteur a écrit la majeure partie de ses romans les plus connus. La première édition se fait à cette date en Norvège. Puis Kazantzaki parvient à le faire éditer dans son pays natal, la Grèce en 1954.
La traduction en langue française est assurée par Michel Saunier, traducteur de nombreuses œuvres d'auteurs grecs contemporains. Le livre paraît en France en 1959 chez Plon. On peut considérer que c'est la parution de ce livre en France qui a marqué la véritable diffusion internationale de l'œuvre. Enfin, le roman est dédié à « Marie Bonaparte, écrivain, princesse Georges de Grèce » bien qu'aucune indication n'en soit portée dans l'édition française.

## Principes et influences philosophiques
Il est difficile de déterminer de façon absolue en quoi le roman a une valeur démonstrative (où l'intrigue découle d'une philosophie et la met en scène, à l’instar de la trilogie du Cycle du Ā de A. E. van Vogt mettant en scène la sémantique générale énoncée par Alfred Korzybski) ou s'il s'agit d'une confluence (une intrigue et une philosophie se rencontrent). Et comme de nombreux critiques de son œuvre, c'est cette dernière hypothèse que la quatrième de couverture valide : « […] son œuvre est influencée par Nietzsche et Bergson et imprégnée de l'obsession du message évangélique » (Extrait de la présentation de l'auteur par l'éditeur sur la 4e de couverture).
Concernant l'influence de Nietzsche, l'étude de la préface du roman est riche d'enseignement. N. Kazantzaki l'entame ainsi : « Depuis ma jeunesse, mon angoisse première […] a été celle-ci : la lutte incessante et impitoyable entre la chair et l'esprit. » (préface p. 7). Ce mot lutte est répété pas moins de 18 fois dans cette seule préface. Or ce combat interne n'est pas sans évoquer le concept nietzschéen de volonté de puissance, concept que le philosophe Alain a par la suite précisé sous le terme d'« expansion du moi ». Ainsi, lorsqu'il rejette la chair, Jésus marque de fait sa détermination à devenir meilleur esprit.
Cette même influence de la pensée nietzschéenne apparaît ailleurs dans la préface de façon plus transparente encore : « [...] le désir passionné des hommes, si humain, si surhumain [...] ». Or ce terme surhumain n'est pas sans évoquer la notion de Surhomme développée par Nietzsche dans Ainsi parlait Zarathoustra.
Ainsi, en dépassant une éventuelle vie d'homme « normal », le Jésus de Kazantzaki préférant le sacrifice sur la croix se place résolument du côté du sur-homme : l'homme étant dans la philosophie nietzschéenne un « sur-animal » qui doit encore évoluer, le sur-homme est ainsi une évolution à laquelle il doit aspirer : « (…) l'Homme est une chose qui doit être dépassée. C'est-à-dire que l'Homme est un pont et non un terme (…) » (Ainsi parlait Zarathoustra, Prologue).
Pour en terminer avec Nietzsche, un dernier concept apparaît dans l’œuvre : la « Dualité fondamentale en morale », concept qui oppose la morale des forts et morale des faibles. Celui-ci apparaît lorsque Paul de Tarse parle en fin du roman. Celui qui représente l'Église institutionnelle énonce en effet : « Je me moque bien des vérités et des mensonges, de t'avoir vu ou pas, que tu aies été ou non crucifié. Moi, à force d'entêtement, de passion et de foi, je forge la vérité. Je ne m'efforce pas de la trouver, je la fabrique. […] ton corps, la couronne d'épines, les clous, le sang ; tout cela fait maintenant partie des instruments du salut, on ne peut plus s'en passer. D'innombrables yeux, jusqu'aux confins du monde, se lèveront et te verront crucifié dans l'air. Ils pleureront et les larmes purifieront leur âme de tous leurs péchés. » (p. 491-492 du roman). On voit ce lien fait entre ce que la religion est une construction destinée à soulager les faibles de leurs peurs devant la vie et autorise l'expression de ce ressentiment qui favorise l'élaboration de valeurs morales permettant de lutter contre les forts par une dévalorisation de leur puissance.
Évoquons maintenant cette affirmation de l'éditeur concernant l'influence de Bergson sur Kazantzaki en général et sur le contenu du roman en particulier.
L'idée qui vient en premier à l'esprit est la célèbre notion d’élan vital. Celui-ci se définit comme la force qui pousse l’évolution de toute chose, être ou non-être, selon un processus volontaire non planifié. Or cet élan vital est cette force qui pousse Jésus à se transcender pour passer de la matière à l'esprit. Dans le roman, toute l'énergie de Jésus est centrée sur ce but : être lui-même crucifié afin de pouvoir accéder à une autre forme d'existence. C'est ce que nous lisons p. 444 : « Ne te cabre pas, Judas mon frère, dans trois jours je ressusciterai. […] Il y aura trois journées funestes […] [puis] nous nous réjouirons et nous danserons tous ensemble, le troisième jour, le jour de la résurrection ! » Ainsi, lorsque, dans un dernier sursaut, Jésus lance sur la croix : « Tout est accompli ! », c'est surtout « Tout peut commencer ! » que l'on peut entendre.
Ainsi, finalement, alors que le livre entier relate « la lutte de la chair et de l'esprit » évoquée dans la préface, sa finalité apparaît clairement : le but de Jésus était de passer d'un état matériel à un état purement spirituel.

## Accueil

### Réactions négatives
Le livre fait scandale dès sa sortie. En effet, plusieurs points de l'histoire contredisent le Nouveau Testament et présentent Jésus comme faillible. Jésus y est décrit comme un homme presque ordinaire, empli de doutes et de peurs, amoureux de Marie-Madeleine et cédant à la tentation. Bien plus, à travers la « double nature du Christ » (vrai Dieu et vrai homme indissolublement uni)  qui est au cœur du roman, resurgissent ces idées nestorianistes qui furent dénoncées par l'Église comme une hérésie lors du concile d'Éphèse de 431. Cette doctrine affirmait que deux personnes, l'une divine, l'autre humaine, coexistaient distinctement et séparément en Jésus-Christ. Les autorités chrétiennes réagissent violemment contre l'auteur : l'Église grecque orthodoxe menace d'excommunier l'écrivain tandis que le Vatican porte le roman à l'Index Librorum Prohibitorum, la liste des œuvres prohibées.
Néanmoins, si l'Église grecque tente d'en faire interdire la diffusion en Grèce en vertu de lois sur le blasphème en vigueur dans ce pays, elle ne parvient pas à ses fins et l'œuvre reste autorisée à la vente. Paradoxalement, ces actions constituent désormais autant de véritables arguments de vente pour l'éditeur (au moins pour l'édition française) : « Voici le livre [...] qui valut à Nikos Kazantzaki une menace d'excommunication » (4e de couverture du roman).
Ces condamnations formulées par les autorités religieuses orthodoxe et catholique se sont de nouveau exprimées lors de l'adaptation faite au cinéma par Martin Scorsese. En France, la sortie en salle en 1988 est l'occasion d'attentats qui font plusieurs blessés.

### Réactions positives
Il peut être considéré que l'œuvre de Kazantzaki en général et la Dernière Tentation en particulier a ouvert la voie à de nombreux auteurs sur une réinterprétation de la vie de Jésus au niveau littéraire. Ainsi, Jésus peut devenir sujet littéraire au même titre que tout personnage historique.

## Adaptations

### Opéra
- 1984 : The Last Temptation of Christ, adaptation sous forme d'opéra (livret de Sidney Berger), est produite dans une église à Milwaukee aux États-Unis par des membres du Lake Opera[13].

### Cinéma
- 1988 : La Dernière Tentation du Christ, film américain réalisé par Martin Scorsese, adaptation du roman homonyme de Níkos Kazantzákis. À la suite de sa sortie, des fondamentalistes catholiques lancent des cocktails Molotov contre deux cinémas parisiens et un à Besançon. Le 22 octobre, l'Attentat du cinéma Saint-Michel fait 14 blessés.

### Théâtre
- Une adaptation théâtrale en langue grecque est donnée en 2003 au théâtre national de Grèce (à Athènes) sous la conduite de Sotiris Hatzakis[13].

## Évocation dans la culture populaire
- Dans le second épisode de la série d'animation Moral Orel diffusée sur la chaîne Adult Swim, le roman fait partie des nombreux livres brûlés par les censeurs qui utilisent une copie de La Dernière Tentation en guise de torche de fortune.